# Šje Džuedzaj
Šje Džuedzaj (kitajsko: 谢觉哉; pinjin: Xiè Juézāi), kitajski politik in sodnik, * 1884, Ningšjang, † 1971.
Bil je minister za notranje zadeve Kitajske (1949-59) in predsednik Vrhovnega ljudskega sodišča Kitajske.